# Dota 2
Dota 2 är ett actionorienterat strategidatorspel med fantasytema. Spelet utvecklas av Valve Corporation som en uppföljare till Warcraft III: The Frozen Throne-kartan Defense of the Ancients. Spelets titel och att det var under utveckling annonserades ut den 13 oktober 2010. Spelet släpptes den 9 juli 2013 och den 18 juli för OSX/Linux, men har sedan 2011 varit tillgängligt för gratis beta-testande och blir ständigt uppdaterat med nya funktioner och nya spelbara karaktärer.
Dota 2 är free-to-play, det vill säga spelet är gratis, men man kan även köpa till utrustning för att på så vis göra spelet intressantare, detta påverkar dock bara utseendet på karaktären utan att ge någon fördel i spelet. Spelet använder sig av Valves proprietära Source-motor, och distribueras genom plattformen Steam.
I september 2015 fick spelet en stor uppdatering med ett totalt omgjort grafiskt gränssnitt i "launchern". Denna uppdateringen införde även den andra versionen av Valves Source-motor.
Spelet är tillgängligt till Linux, Microsoft Windows och Mac OS.

## Gameplay

Översikt av slagfältet. Längst ner till vänster finns "Radiant" och längst upp till höger finns "Dire".

Dota 2 är ett datorspel i genren Multiplayer Action RTS (ARTS/MOBA), en undergenre till realtidsstrategi.
Två lag, Radiant och Dire, möter varandra på en arena som alltid är densamma. Radiants bas finns i nedre vänstra hörnet och Dires bas finns i övre högra hörnet. Ett antal torn försvarar baserna på respektive planhalva. Målet är att respektive lag eliminerar tornen och därmed får åtkomst till motståndarnas bas som också ska elimineras för att laget ska vinna.
Varje lag består av fem spelare, kallade hjältar. Varje spelare styr sin hjälte, som med tiden går upp i nivå och därmed uppgraderar sina egenskaper. Spelarna kan också köpa utrustning och hjälpmedel för att kunna slåss bättre. Till sin hjälp har respektive lag ett antal automatiskt styrda enheter som vid regelbundna tillfällen startar sin färd från baserna och marscherar mot motståndarens bas. Dessa enheter kan skada torn, baser, andra enheter och spelare, även om de gör relativt liten skada.

## Utveckling
De första indikationerna av att Dota 2 var under utveckling började med ett informellt meddelande från DotA's anonyma utvecklare "IceFrog", som sa sig ha lett ett team av utvecklare på Valve. I augusti skickade Valve in en varumärkesansökan gällande Dota, vilket orsakade en dispyt med Riot Games, som även de hade ett liknande spel under utveckling.
Sedan dess var det tyst, fram till den 13 oktober 2010, då det officiellt tillkännagavs att spelet var under utveckling. Valve arrangerade 2011 en turnering med Dota 2 på Gamescom 2011 med en miljon dollar i prispotten. Spelet släpptes sedan i november 2011 för betatestare och blev snabbt mycket populärt.

## E-sport

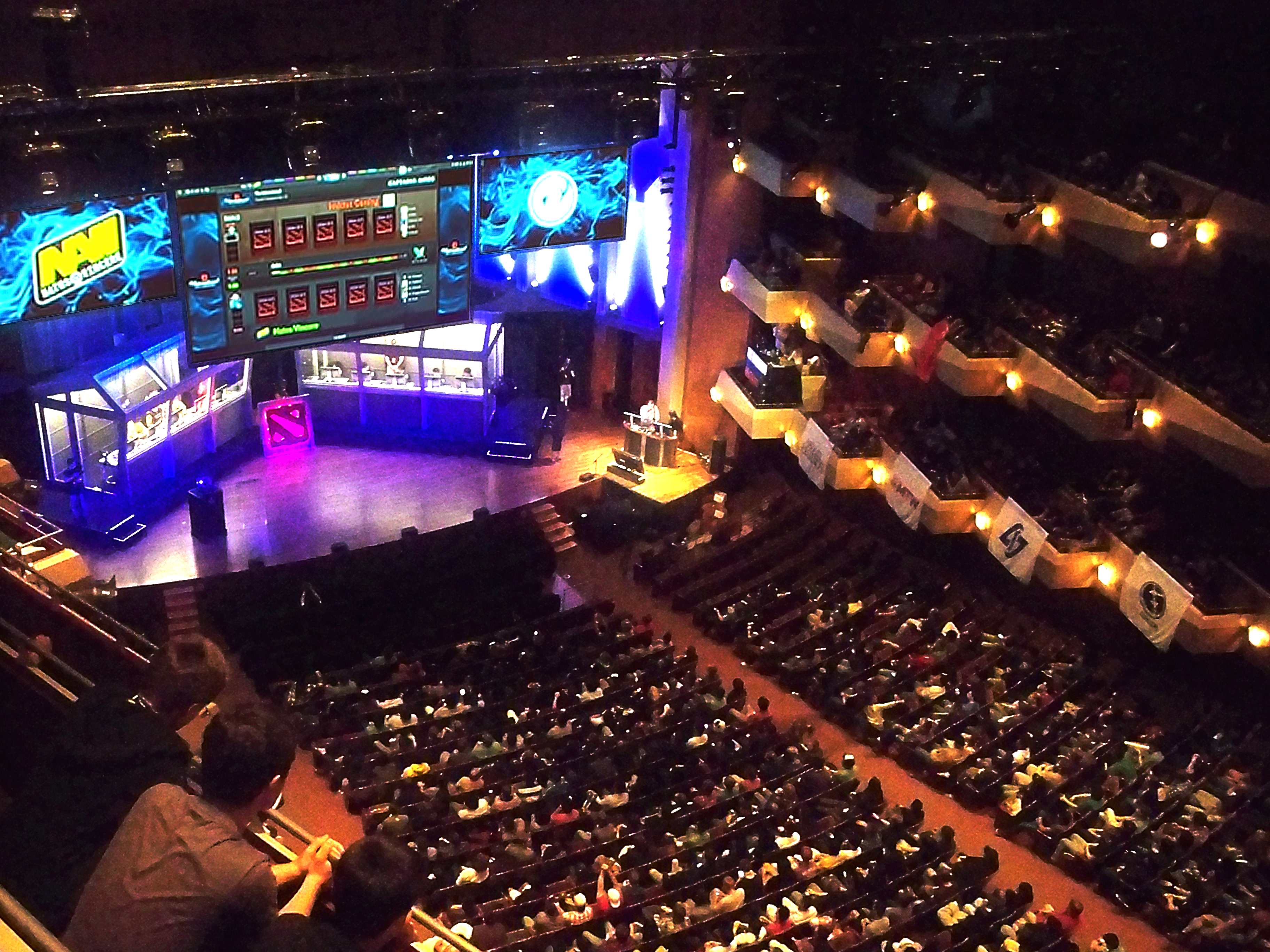
The International 2012.

Tävlingsmatcher i Dota 2 spelas regelbundet. Det var i och med Dota 2 som de stora prispengarna kom in i e-sporten. Utgivaren Valve arrangerar årligen turneringen The International i Seattle som snabbt kom att bli den största e-tävlingen i världen. Turneringens vinnare 2016, Wings gaming, vann 9 miljoner dollar. The International sänds vanligen via Twitch men även på sportkanalen.
2013 vanns turneringen av svenska Alliance, och de fem spelarna kunde dela på en prissumma på nästan nio miljoner kronor.